# Rödpannad törnfågel
Rödpannad törnfågel (Phacellodomus rufifrons) är en fågel i familjen ugnsfåglar inom ordningen tättingar.

## Utseende och läte
Rödpannad törnfågel är en rätt enfärgad törnfågel med mörkgrått öga och lång stjärt. Karakteristiskt är den roströda pannan som kontrasterar med i övrigt enfärgat olivbrun rygg och beigefärgad undersida. Arten är ljudlig och sjunger ofta i duett, en gnisslig och tjattrande strof. 

## Utbredning och systematik
Rödpannad törnfågel delas in i sex underarter:
- Phacellodomus rufifrons castilloi – förekommer i södra Venezuela (norra Bolívar)
- Phacellodomus rufifrons peruvianus - förekommer i nordvästra Peru (Rio Marañón) och angränsande södra Ecuador
- Phacellodomus rufifrons specularis – förekommer i nordöstra Brasilien (Pernambuco)
- Phacellodomus rufifrons rufifrons – förekommer i östra Brasilien (Piauí, Bahia och Minas Gerais)
- Phacellodomus rufifrons fargoi – förekommer i sydvästra Brasilien (Mato Grosso) och norra Paraguay
- Phacellodomus rufifrons sincipitalis – förekommer i Bolivia (Santa Cruz och Tarija) och nordvästra Argentina

## Levnadssätt
Rödpannad törnfågel hittas i öppna områden med spridda träd och savann. Den bygger ett mycket stort bo av kvistar, vanligen placerat långt ut på en gren i isolerade träd.

## Status
Arten har ett stort utbredningsområde och beståndet anses vara stabilt. Internationella naturvårdsunionen IUCN listar den därför som livskraftig (LC).